# Jack Tatum
Jack Tatum é um ex-jogador profissional de futebol americano estadunidense

## Carreira
Jack Tatum foi campeão da temporada de 1976 da National Football League jogando pelo Oakland Raiders.